# Skopytce
Skopytce (en allemand : Skopitetz) est une commune du district de Tábor, dans la région de Bohême-du-Sud, en République tchèque. Sa population s'élevait à 172 habitants en 2020.

## Géographie
Skopytce se trouve à 13 km au sud-est de Tábor, à 46 km au nord-est de České Budějovice et à 87 km au sud-sud-est de Prague.
La commune est limitée par Dlouhá Lhota au nord, par Krtov et Choustník à l'est, par Krátošice au sud et par Košice à l'ouest.

## Histoire
La première mention écrite du village date de 1368.

## Administration
La commune se compose de deux quartiers :
- Skopytce
- Chabrovice